# بمب‌گذاری در هتل سمیرامیس
بمب‌گذاری در هتل سمیرامیس، یک حمله تروریستی توسط گروه شبه نظامی یهودی هاگانا در هتل مسیحی سمیرامیس در محله قطمون اورشلیم در طول جنگ داخلی در فلسطین تحت قیمومت بریتانیا (۱۹۴۸–۱۹۴۷) انجام شد. در ۵ ژانویه ۱۹۴۸، حدود ساعت ۱ بامداد، هتل سمیرامیس در اورشلیم، متعلق به مسیحیان عرب، توسط شبه نظامیان صهیونیست هاگانا منفجر شد. هدف از این حمله تروریستی تحت فشار قرار دادن اعراب برای خروج از محله قطامون در اورشلیم بود.ادعا می‌شد که این هتل به عنوان مقر مقاومت اعراب در این منطقه است، که البته این موضوع توسط دولت استعماری بریتانیا تکذیب شد.

## رویداد
پس از مشکوک شدن به اینکه هتل سمیرامیس یکی از دو مقر اعراب در قطمون است، هاگانا بمبی را در شب ۵–۶ ژانویه ۱۹۴۸ در آنجا کار گذاشت. این مأموریت توسط تیمی متشکل از چهار مرد با پشتیبانی ده تفنگدار انجام شد. گفته شده بود که قبل از بمباران، جیپ سفید متمایز عبدالقادر الحسینی، فرمانده نیروهای عرب بیت‌المقدس، در راهروی هتل دیده شده بود.

## تلفات
در این انفجار ۲۴ یا ۲۶ غیرنظامی از جمله حداقل یک کودک کشته شدند. در میان کشته شدگان هفت نفر از اعضای خانواده ابوسوان و هوبرت لورنزو، پسر ۲۳ ساله مالک نیز بودند. معاون کنسول اسپانیا، مانوئل آلنده سالازار نیز در این حمله کشته شد.

## پیامدها
طبق گزارش‌های آسوشیتدپرس در آن زمان سخنگوی هاگانا گفت که حمله به هتل اورشلیم به این دلیل انجام شد که «این ساختمان محل اجتماع مهم گروه‌های عرب بود که در آن اسلحه به روستاهای منطقه اورشلیم توزیع می‌شد». وی ادامه داد: متأسفانه نمی‌توانیم به مقر (اصلی) گروه عرب ضربه بزنیم زیرا در مسجد مخفی می‌شود.
این حمله به شدت توسط مقامات بریتانیا محکوم شد، و دیوید بن گوریون میشائیل شهام، افسر هاگانا را که مسئول بخش اورشلیم بود، برکنار کرد و دیوید شلتیل را جایگزین او کرد. به گفته جان بی کویگلی، هتل یک مقر نظامی نبود و مقامات بریتانیا این حمله را به عنوان «قتل عمده افراد بی گناه» محکوم کردند. ایلان پاپه و جی بویر بل این عملیات را به سازمان نظامی ملی در سرزمین اسرائیل نسبت می‌دهند.
در ای اورشلیم!، دومینیک لاپیر و لری کالینز می‌نویسند که میشائیل شهام، رهبر هاگانا که بمب‌گذاری را سازماندهی کرد، به اورشلیم فرستاده شده بود تا جریان یهودیان محاصره شده را که از مناطق مختلط اورشلیم به مناطق یهودی عقب‌نشینی می‌کردند، متوقف کند. تصور می‌شد که «یک ضربه بزرگ در کاتمون عرب… ممکن است اعراب را مجبور به ترک محله کند و جو روانی شهر را تغییر دهد». شهام پرسید: مقر اصلی اعراب کجاست؟